# Cantó de La Ròcha Canilhac
El cantó de La Ròcha Canilhac és un cantó francès del departament de la Corresa, situat al districte de Tula. Té 11 municipis i el cap és La Ròcha Canilhac.

## Municipis
- Champanhac la Pruna
- Clergor
- Espanhac
- Gròs Chastanh
- Agutmont
- Marcilhac la Crosilha
- La Ròcha Canilhac
- Sent Bausilha de la Ròcha
- Sent Martin la Mediana
- Sent Pardos la Crosilha
- Sent Pau

## Història
| Data d'elecció                           | Identitat              | Partit | Qualitat |
| ---------------------------------------- | ---------------------- | ------ | -------- |
| 1973-1985                                | Pierre Pranchère       | PCF    |          |
| 1985-1996                                | Guy Pougetoux          | RPR    |          |
| 1996-2004                                | Jean Maison            | PCF    |          |
| 2004-                                    | Jean-Louis Bachellerie | UMP    |          |
| les dades anteriors no són pas conegudes |                        |        |          |
|                                          |                        |        |          |

| 1962  | 1968  | 1975  | 1982  | 1990  | 1999  | 2006  |
| ----- | ----- | ----- | ----- | ----- | ----- | ----- |
| 3.385 | 3.861 | 3.397 | 3.143 | 3.048 | 3.022 | 3.088 |